# Gunnhild Königsmutter

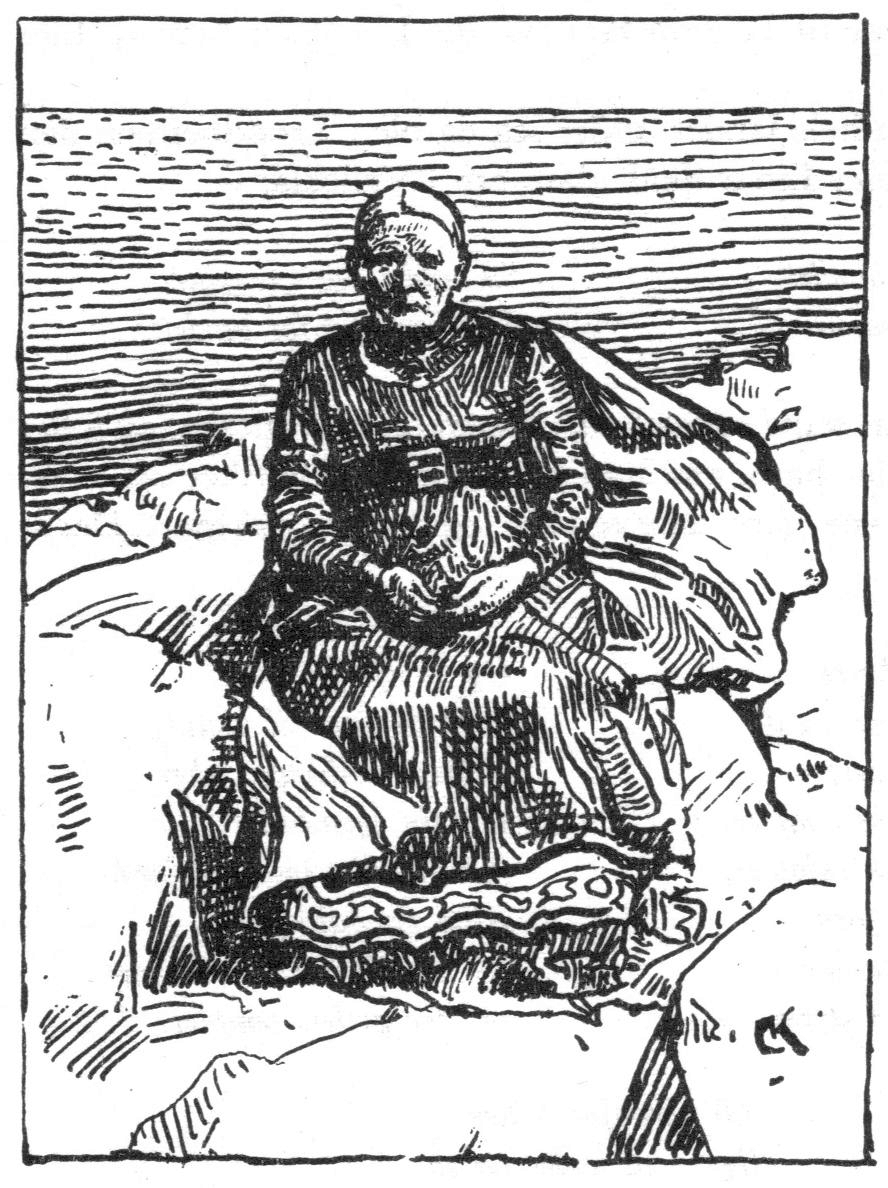
Gunnhild auf den Orkaden nach dem Tod ihrer Söhne (Buchillustration von Christian Krohg, 1899)

Gunnhild Königsmutter (altnordisch Gunnhildr konungamóðir, wörtlich übersetzt „Gunnhild, Mutter von Königen“), auch Gunnhildr Gormsdóttir (altnordisch für „Gunnhild, Tochter von Gorm“) oder Gunnhildr Ǫzurardóttir (altnordisch für „Gunnhild, Tochter von Ǫzurr“), war eine norwegische Königin im 10. Jahrhundert. Sie war mit Erik Blutaxt verheiratet und erscheint in mehreren altisländischen Sagas.

## Leben

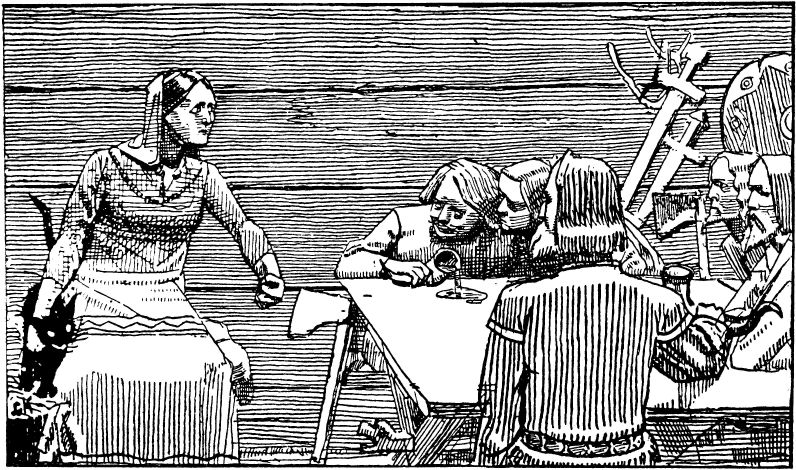
Gunnhild und einige ihrer Söhne (Buchillustration von Christian Krohg, 1899)